# Zdzisław Purchała
Zdzisław Purchała (ur. 10 maja 1945 w Kossowie) – polski malarz, rzeźbiarz i poeta ludowy. 
Laureat Nagrody im. Oskara Kolberga (2001). Członek Stowarzyszenia Twórców Ludowych (od 1975). Rzeźbą zajmuje się od dzieciństwa (ale jego zdolności w tym zakresie zostały odkryte w 1970), a malarstwem od 1983. W swoich pracach często wykorzystuje motywy religijne (m.in. Chrystus Frasobliwy i anioły muzykujące w rzeźbie oraz Madonna z Dzieciątkiem i Święta Rodzina w malarstwie). Mieszka w Kossowie.

## Wybrane nagrody i odznaczenia
- 1989: Srebrny Krzyż Zasługi[4]
- 1996: Odznaka "Zasłużony Działacz Kultury"[4]
- 2001: Nagroda im. Oskara Kolberga[1]
- 2016: Świętokrzyska Nagroda Kultury I stopnia[5]
- 2020: Złoty Medal „Zasłużony Kulturze Gloria Artis”[3]
- 2021: Odznaka Honorowa Województwa Świętokrzyskiego[6][7]

## Wybrane miejsca prezentacji prac[1]
- Muzeum Etnograficzne w Toruniu
- Muzeum Ludowych Instrumentów Muzycznych w Szydłowcu
- Muzeum Okręgowe w Częstochowie
- Muzeum Wojska Polskiego w Białymstoku
- Muzeum Wsi Kieleckiej w Kielcach
- Muzeum Wsi Radomskiej
- Państwowe Muzeum Etnograficzne w Warszawie
- Wojewódzki Dom Kultury w Kielcach

## Wybrane publikacje
- Jak kura pazurem (2018), tomik poezji[3]
- Bujda na resorach (2018), zbiór opowiadań[3]
- Na szachownicy pól (2006), tomik poezji[8]